# Sick Girl
Sick Girl is een korte horrorfilm uit 2006 onder regie van Lucky McKee Deze vormt het tiende deel uit de eerste serie van de filmreeks Masters of Horror.

## Verhaal
De lesbische Ida heeft grote moeite met het vinden van een leuke vriendin vanwege haar fascinatie voor insecten. Niet alleen werkt ze daar de hele dag mee, maar ze heeft er ook talloze thuis als huisdieren. Haar collega Max dringt er daarom op aan dat ze zich voorstelt aan Misty, een meisje dat altijd stilletjes zit te tekenen in de hal van het gebouw waarin Ida en Max werken. De eerste ontmoeting verloopt stroef, maar de vrouwen staan duidelijk open voor elkaar.
Wanneer Ida 's avonds thuiskomt, vindt ze een pakketje uit Brazilië voor de deur . Er zit een brief bij, zonder afzender. Er blijkt een haar onbekend insect ter ter grootte van de hand van een volwassen man in te zitten. Ze neemt het mee naar binnen  en noemt het Mitch. Kort daarop ontsnapt het insect uit zijn behuizing. Het is nergens meer vinden. Mitch heeft zich verstopt door zich in te graven in de vulling van een van de kussens op Ida's bed.
De volgende dag vindt Ida de moed om Misty mee uit te vragen. De vrouwen gaan samen uit eten en daarna naar het huis van Ida. Die heeft haar insecten voor de gelegenheid allemaal uit het zicht, in haar slaapkamer gezet. De twee kijken een film, de drank vloeit rijkelijk en Misty valt in slaap op de bank. Ida haalt daarom een deken en een kussen voor haar, zonder te weten dat Mitch daarin zit. Wanneer Ida het kussen onder Misty's hoofd probeert te schuiven, ontwaakt die en verleidt ze Ida. De twee beginnen te vrijen op de bank, maar wanneer Misty's hoofd het kussen raakt, steekt Mitch haar in haar oor. Hij trekt alleen zijn poot terug voor iemand die kan zien. Daardoor weten de vrouwen niet dat Misty's pijnscheut een steek was. Ze hervatten hun vrijpartij zonder verdere onderbrekingen.
Ida gaat de volgende dag als een nieuw mens door het leven, dolgelukkig met haar nieuwe liefde. Misty krijgt ondertussen last van vlagen van flauwte. Langzaam maar zeker verandert ze van een enorm introvert meisje in een overdreven assertieve tot ronduit agressieve vrouw. Ze ontdekt dat Mitch in kussen zit, maar houdt dat geheim.
Max belt Ida. Hij heeft ook een brief gehad, met daarin een schijnbaar onmogelijke uitleg over het insect. Volgens de wederom anonieme afzender plant het beest zich voort door een proteïne in andere dieren te spuiten, waarin zijn nageslacht zich vervolgens ontwikkelt. Volgens Max bestaat er in het dierenrijk alleen geen enkel dier dat dit kan. Hij denkt daarom dat het hele voorval een grap is van iemand. Dan krijgt Ida een telefoontje. Haar huisbazin Lana Beasley is van de trap gevallen en verongelukt. Haar val is in realiteit veroorzaakt door Misty. Die transformeerde na een ruzie voor Beasleys ogen in een soort menselijk insect, waarop de huisbazin van schrik achterover sloeg en van de trap viel. Ida is in tranen, maar Misty ziet het voordeel van de situatie wel in. Mevrouw Beasley wilde de twee vrouwen uit hun woning zetten omdat ze hen had betrapt bij intimiteiten en niet wilde dat haar kleindochter Betty daaraan bloot stond. Door de dood van de huisbazin weet er niemand meer van de op handen zijnde uitzetting.
Door Misty's steeds grovere gedrag raakt Ida ervan overtuigd dat er iets mis is met haar vriendin. Ze belt Max om te vragen of hij langs wil komen. Terwijl hij onderweg is, geeft Misty toe dat ze door Mitch is gebeten en dat ze weet waar hij is. Ze vertelt bovendien dat ze weet wie Ida de doos met Mitch stuurde: haar vader, Ida's voormalige leraar. Misty was al lang gek op Ida en haar vader wist dat. Daarom stuurde hij Ida Mitch, in de hoop dat die háár zou infecteren en de gevolgen Misty af zouden schrikken. Misty transformeert weer. Ida schrikt en begint te gillen. Max hoort dat en beukt de deur in, waarop Misty hem vermoordt. Ida belandt op de grond en wordt dan eveneens gestoken door Mitch.
Enige tijd later zitten Ida en Misty samen op de bank, allebei hoogzwanger. Ze verwachten allebei honderden nakomelingen van Mitch en voelen zich haar enorm gelukkig bij. Mitch zit tussen hen in op de bank, niet langer verstopt.

## Rolverdeling
- Angela Bettis - Ida Teeter
- Erin Brown - Misty Falls
- Jesse Hlubik - Max Grubb
- Marcia Bennett - Lana Beasley
- Chandra Berg - Betty